# Jaime García Añoveros
Jaime Julián García Añoveros (Teruel, le 24 janvier 1932 - Séville, le 15 mars 2000) est un professeur, juriste et homme politique espagnol.

## Études et carrière universitaire
Ayant effectué des études de droit à l'Université de Valence, Jaime García Añoveros décrocha le doctorat de celle de Bologne en qualité de boursier du collège royal de Saint-Clément des Espagnols. À ses débuts, il est assistant et professeur adjoint de finances publiques à la faculté de droit de Madrid.
De 1961 jusqu'à sa mort, il fut titulaire d'une chaire à l'Université de Séville, tout d'abord de celle d'économie politique et finances publiques puis, à partir de 1971,  de celle de droit financier et fiscal.

## Activité politique
Jaime García Añoveros est élu député de l'Union du centre démocratique pour Séville lors des législatives constituantes du 15 juin 1977 et devient président de la commission de l'Économie et des Finances du Congrès des députés. Quand celle-ci est dissoute le 10 novembre suivant, il est élu président de la nouvelle commission des Budgets et nommé porte-parole de l'UCD à la commission des Finances.
Après sa réélection aux élections législatives du 1er mars 1979, il devient ministre des Finances dans le second gouvernement d'Adolfo Suárez le 6 avril. Il est reconduit lorsque le remplaçant de Suárez, Leopoldo Calvo-Sotelo, forme son gouvernement, le 26 février 1981.
À son poste, Jaime García Añoveros joue un rôle de premier plan dans la réforme et la modernisation du système fiscal espagnol en parachevant la mise en place de l'impôt sur le patrimoine, instauré en 1977, et des lois sur l'impôt sur le revenu des personnes physiques et l'impôt sur les sociétés (approuvées en 1978, et dans le règlement de la question du financement des Communautés autonomes avec l'approbation de la loi organique sur le financement des communautés autonomes (LOFCA) en 1980 et celle sur le concierto vasco (système fiscal propre à la Communauté autonome basque) l'année suivante.

## liens externes
- Notices dans des dictionnaires ou encyclopédies généralistes :   - Diccionario Biográfico Español
  - Gran Enciclopedia Aragonesa
- Notices d'autorité :   - VIAF
  - ISNI
  - BnF (données)
  - IdRef
  - LCCN
  - GND
  - Espagne
  - Catalogne
  - WorldCat